# Hesperandra separanda
Hesperandra separanda är en skalbaggsart som först beskrevs av Jose Francisco Zikán 1948.  Hesperandra separanda ingår i släktet Hesperandra och familjen långhorningar. Inga underarter finns listade i Catalogue of Life.